# Zuppa di pesce
La zuppa di pesce è un piatto a base di pesce bollito e frutti di mare, comune delle zone costiere di tutto il mondo.

## Descrizione
È composto da diverse qualità di pesce, spesso quello cosiddetto "povero", quello cioè rimasto invenduto o di più scarso valore, messo a cucinare in tempi diversi, a seconda del diverso tempo di cottura richiesto dal tipo di pesce, in salsa di pomodoro o in acqua e pomodoro a pezzetti, con aggiunta di aromi, di solito i più comuni sono aglio, cipolla e prezzemolo.

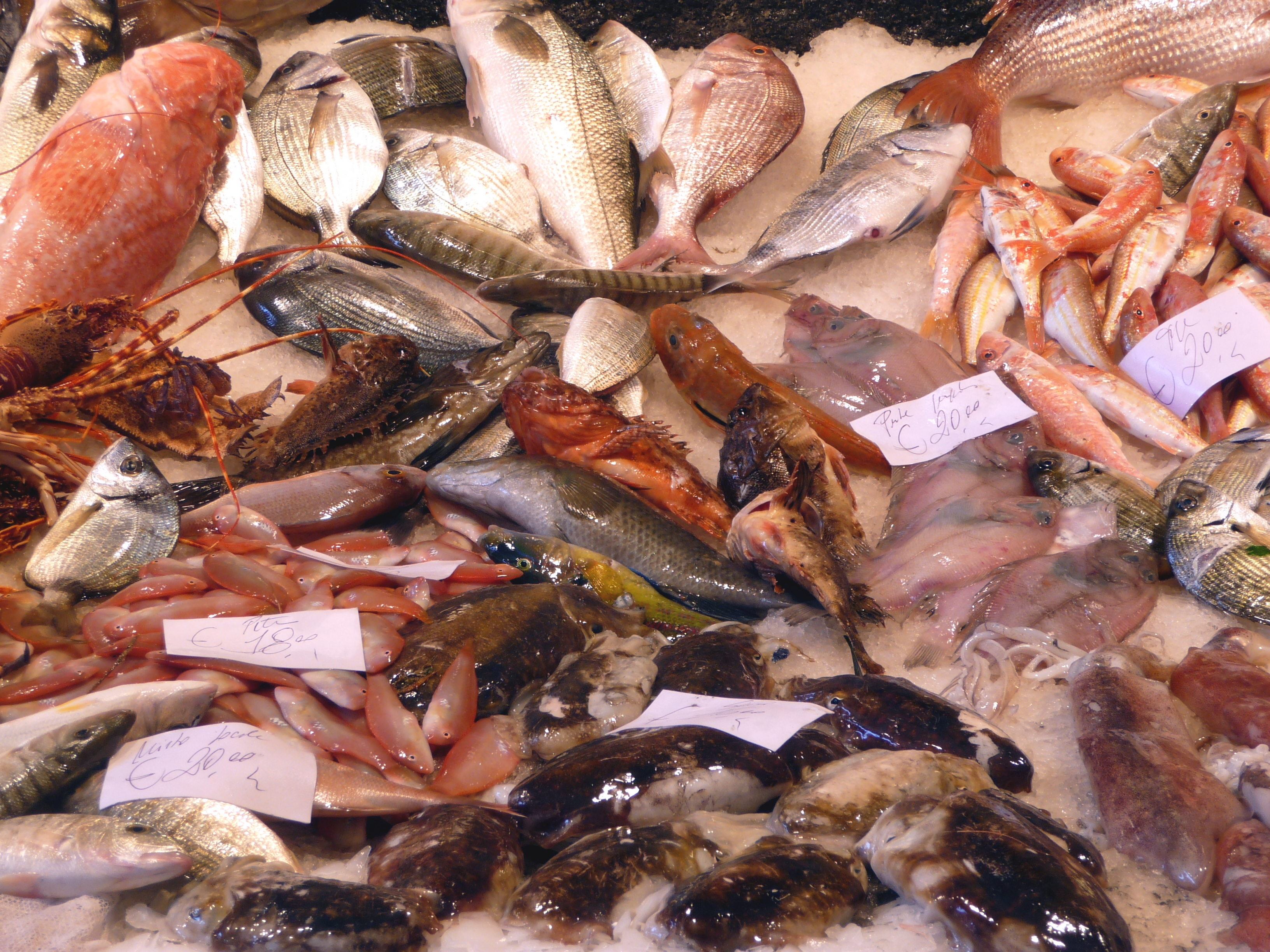
Pesce per zuppa al mercato di Catania

Nelle diverse ricette regionali prevedono varie specie di pesce (scorfano nero, palombo, grongo, murena, cappone, scorfano rosso, gallinella, ghiozzo, bavosa, boccaccia, sugarello, cernia, rana pescatrice, pesce San Pietro, vopa, pagello) 
ma anche crostacei (cicala, gambero, granchio) e molluschi (vongole, cozze, seppia e polpo).

## Tipi di zuppe di pesce

### In Italia
Le più tipiche zuppe di pesce italiane sono: nella fascia tirrenica quelle alla livornese ossia cacciucco, genovese ossia ciuppin  e buridda, crotoniate, siciliana,  trapanese ossia ghiotta, in quella adriatica il brodetto veneto, romagnolo,  marchigiano e abruzzese, la ciambotta pugliese, la quatara di Porto Cesareo, la gallipolina.

### Nel mondo
Anche in altre regioni del Mediterraneo ci sono tipiche zuppe di pesce, come quella marsigliese (bouillabaisse), la bisque (Francia) o la cataplana de peixe portoghese (con il granchio). Nella versione andalusa e catalana (suquet) il pesce prima viene fritto.
Infine, altre zuppe di pesce sono: dashi (Giappone), fanesca (Ecuador), halászlé (Ungheria), ucha (Russia), waterzooi (Fiandre), chowder (Irlanda, Regno Unito e Nordamerica).

## Galleria d'immagini

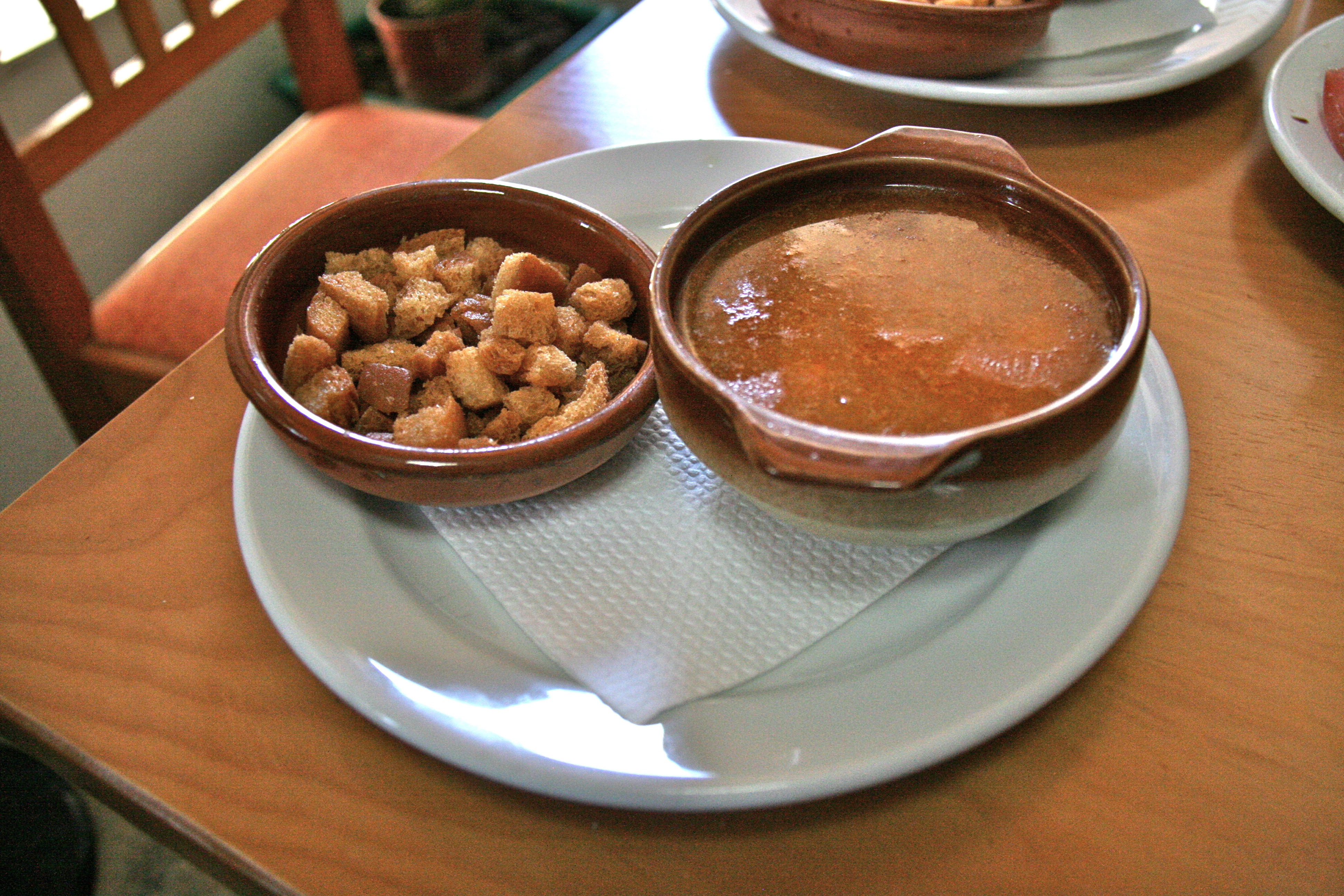
Zuppa di pesce e crostacei con crostini
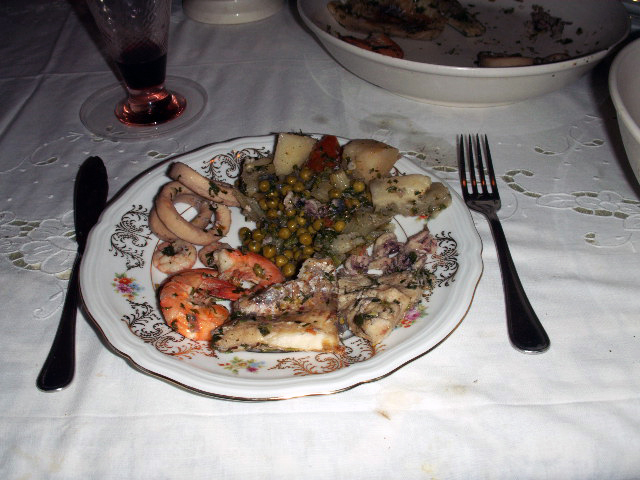
Piatto di pesce e verdure
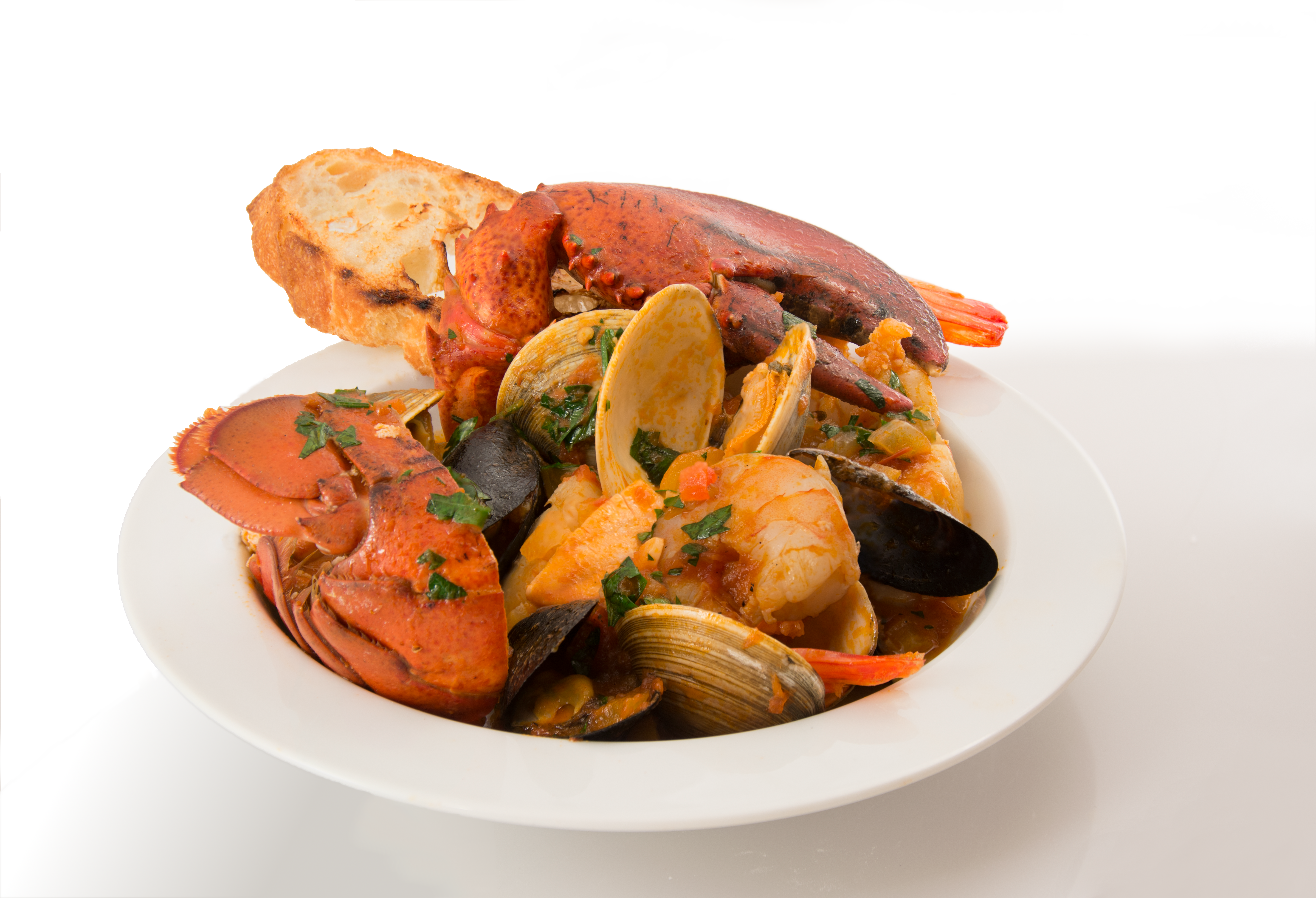
Zuppa di pesce e crostacei
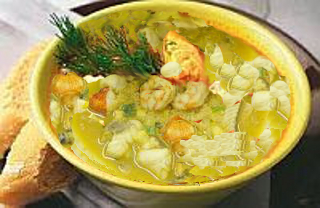
Brodetto marchigiano
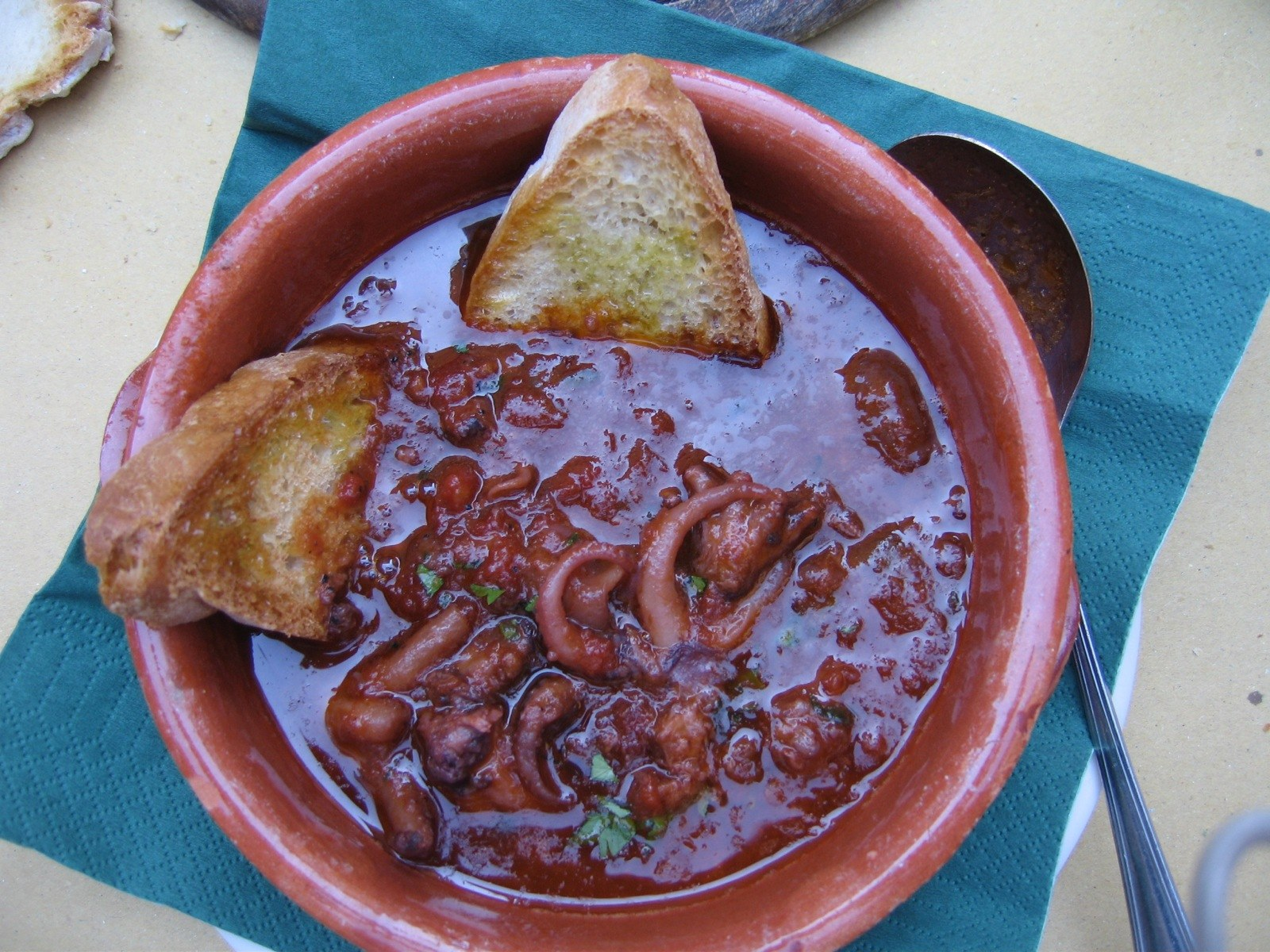
Guazzetto
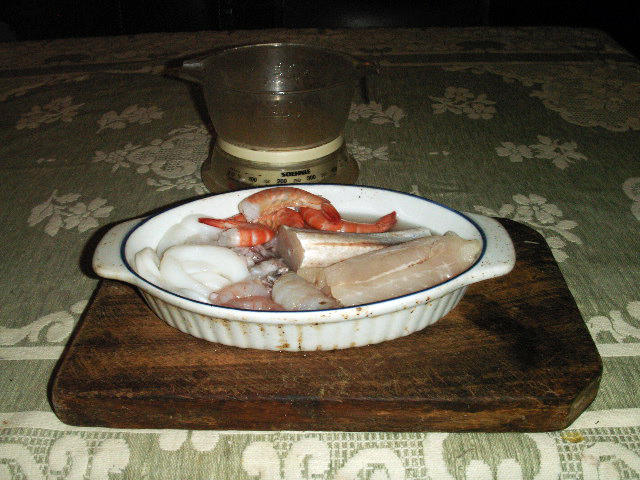
Ingredienti di una zuppa: calamari, seppia, gamberoni, cernia e nasello
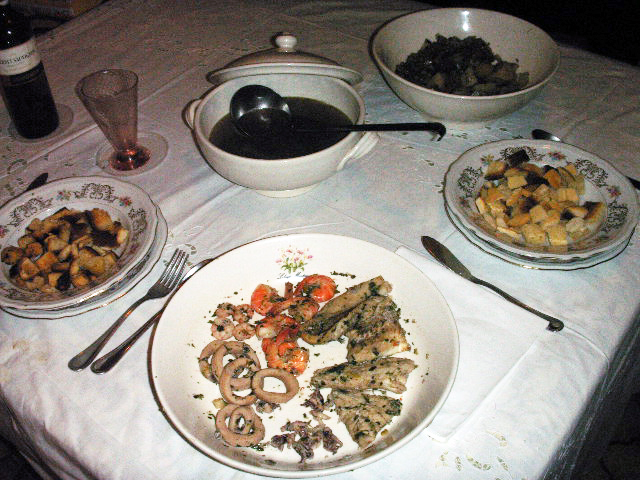
Primo piatto: brodo con crostini di pane, secondo piatto: pesce bollito con verdure
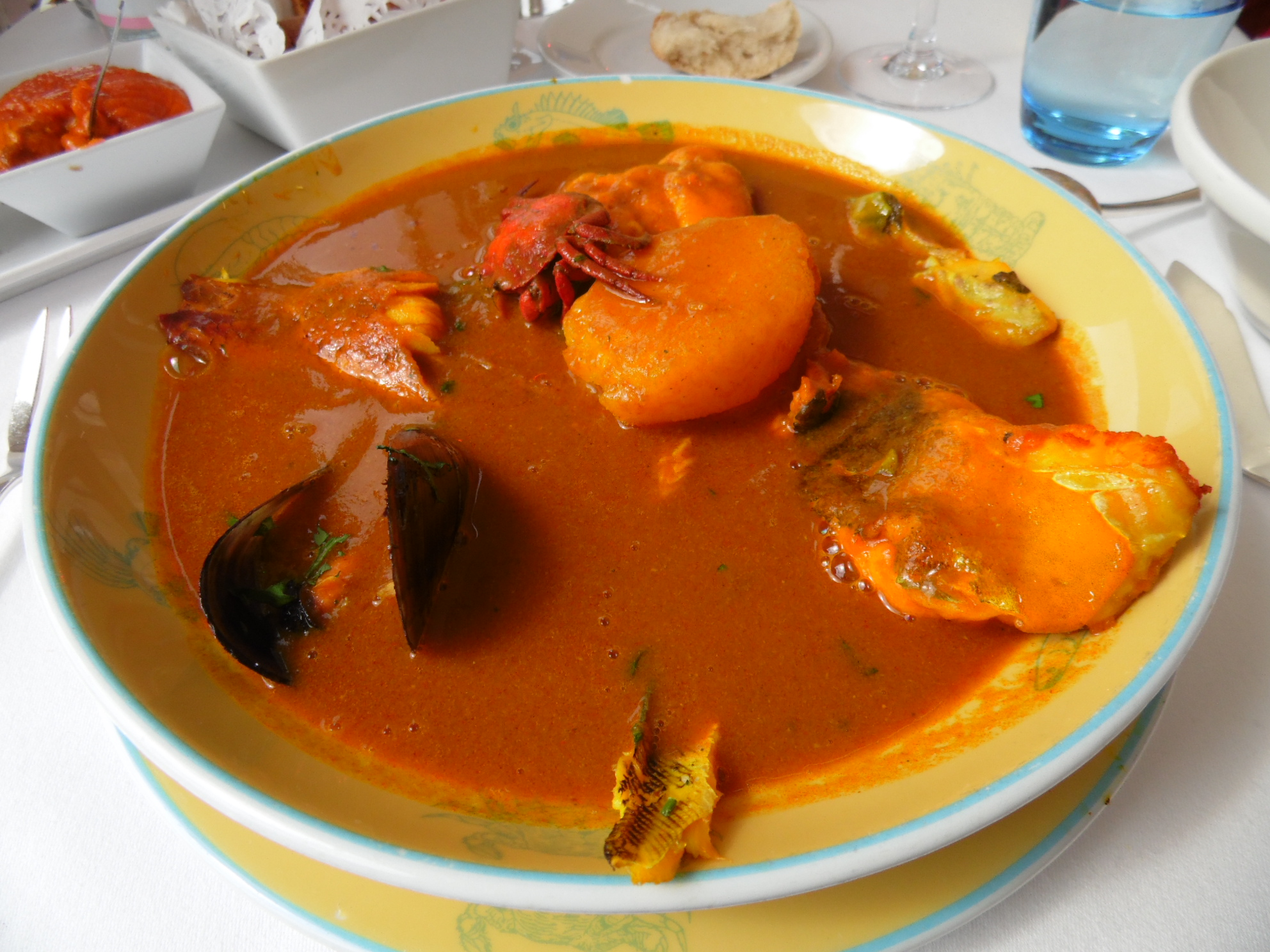
La francese Bouillabaisse
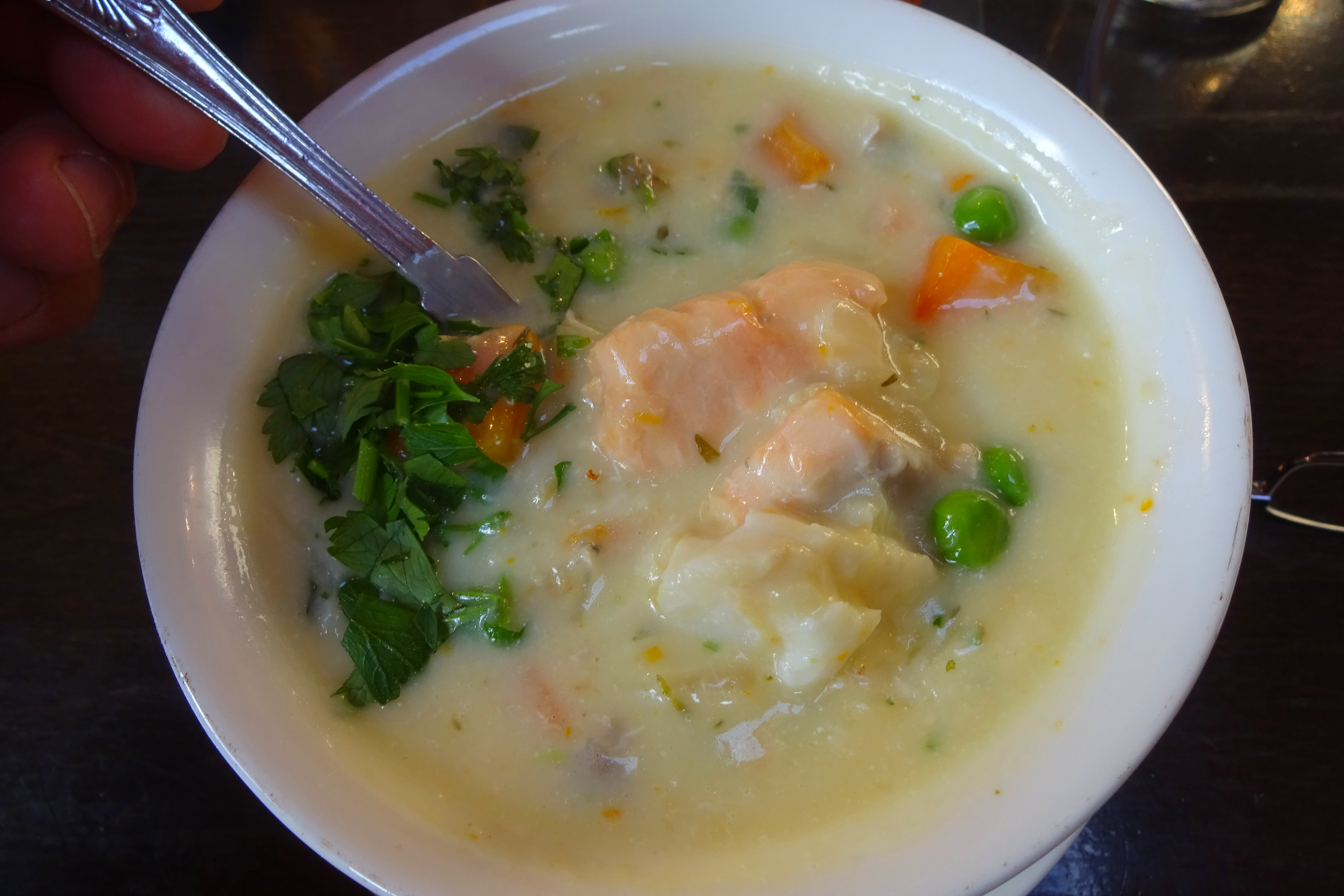
L'irlandese Seafood chowder
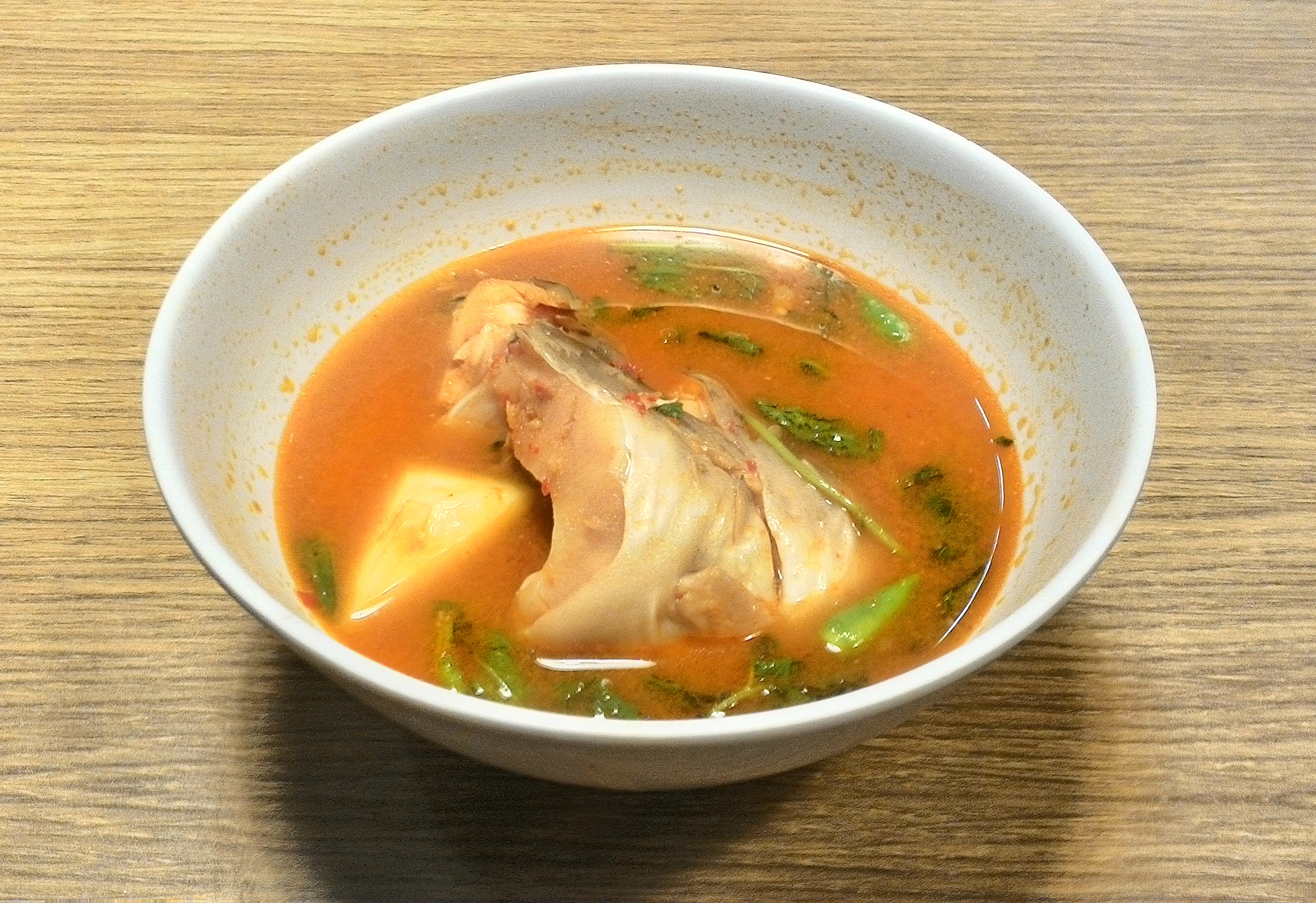
L'Indonesiano Pindang